# 11620 Susanagordon
11620 Susanagordon este un asteroid din centura principală de asteroizi.

## Descriere
11620 Susanagordon este un asteroid din centura principală de asteroizi. A fost descoperit pe 23 iulie 1996 la Campo Imperatore de Andrea Boattini și Andrea Di Paola. Asteroidul prezintă o orbită caracterizată de o semiaxă mare de 2,64 ua, o excentricitate de 0,13 și o înclinație de 13,5° în raport cu ecliptica.